# دودکش‌پاک‌کن
«دودکش‌پاک‌کن» (انگلیسی: The Chimney Sweeper) شعری از ویلیام بلیک شاعر انگلیسی است. راوی شعر پسربچه‌ای بریتانیایی در اواخر قرن هجدهم میلادی است. این پسربچه در محیطی کثیف با دوستانی مثل خودش زندگی می‌کند. آن‌ها محکوم به این زندگی فلاکت‌بار هستند اما یکی از این کودکان خوابی از رودخانه، دشتی سرسبز و آفتاب می‌بیند و شعر تضادی میان واقعیت سخت زندگی ایشان و این رؤیای زیبا را به تصویر می‌کشد.